# 錳結核
錳結核（英語：Manganese nodules），亦稱為多金屬結核（英語：Polymetallic nodules），為海底岩石凝固物，由鐵或錳的氫氧化物以一個核心凝固而產生。其核心可能極其微小，並有可能因為結晶作用而完全轉變為錳礦物。當錳結核為肉眼可見時，它可能是細小的微化石（放散蟲門 Radiolaria 或有孔蟲門 Foraminifera 生物）外殼、磷酸化的鯊魚牙、玄武岩殘骸或早期凝固物的碎片。
錳結核的大小差距很大，由微小得只能用顯微鏡見到，大至直徑二十厘米以上。但大部分錳結核的直徑為5至10厘米，約為一個馬鈴薯的大小。其表面平滑，部分則較粗糙，椭圆狀（多疙瘩的）或不規則的。其底部因為埋藏在沉積物下而比頂部更為粗糙。

## 錳結核的成長過程
結核的成長為所有地質學現象最慢的過程之一，其速度以每幾百萬年一厘米計。多種過程均牽連到結核的成長中，包括海水金屬沉澱作用（氫化過程）、水柱中的錳再活化（成岩過程）、由火山活動相關的溫泉金屬的衍生（熱液過程）、玄武岩殘骸由海水的分解（海解過程）與及金屬的氫氧化物因為微生物引起的沉澱作用（生物引致的過程）。結核的部分成長過程可能同時進行或可能要接在其他過程之後。

## 成分
錳結核的化學成分依據錳礦物的種類、大小及核心特性而有所不同。當中有较高經濟價值的有錳（27-30 %）、鎳（1.25-1.5 %）、銅（1-1.4 %）及鈷（0.2-0.25 %）。其他成分有鐵（6 %）、硅（5%）及鋁（3%），亦有少量鈣、鈉、鎂、鉀、鈦及鋇，連帶有氫及氧。

## 出現

### 分佈
錳結核通常一半或全部埋在沉積物之中。它們的藏量變化很大，有些情況更互相接觸及覆蓋70%的海面。多金屬結核在海床的全體數量在1981年由 A.A. Archer 估計有5000億噸。它們可以在任何深度產生，但最高濃度在4000至6000米深的深海平原發現。

### 發現
多金屬結核在1868年在西伯利亞外北冰洋中的喀拉海發現。在1872-76年間的挑戰者號科學考察 中發現她們在大部分海洋都會產生。有經濟價值的多金屬結核在三個地區發現：太平洋中北部、南太平洋的秘魯盆地（Peru Basin）、北印度洋中部。在眾多礦藏中藏量及含金屬量最為突出為東太平洋、鄰近赤道、在夏威夷與中美洲間的克拉里昂-克利伯頓大斷裂（Clarion-Clipperton fracture zone）。

## 採礦

### 1960年代至1970年代
多金屬結核的可能礦藏價值吸引了眾多採礦團體在1960年代至1970年代的行動。投資在確認可能礦藏、在採礦及處理多金屬結核的研究及科技發展共花費了5億元。早期的採礦行動由四個跨國團體進行，包括有由美國、加拿大、英國、德國、比利時、荷蘭、意大利、日本組成的公司，亦有來自法國及日本的私人公司及代理。另外亦包括三個分別由蘇聯、印度及中國政府的資助實體。

### 1970年代中期
在70年代中期，7000萬市值的跨國聯合企業成功地在東大平洋、鄰近赤度的深海平原（18,000呎, 5.5公里深）收集到以噸計的錳結核。可觀數量的鎳（主要目標）、銅、鈷由收集到的礦石用濕法冶金（Hydrometallurgy）或火法冶金（Pyrometallurgy）抽取出來。在以上的8年計劃中，很多有關的科技發展產生，包括利用接近底部牽引的側掃聲吶（side-scan sonar）排列在深海淤泥上分析錳結核的分佈密度，同時亦利用導出、垂直方向、低頻率的聲束進行海床底質剖面。

### 1980年代至1990年代
在以上計劃所發展出的科技及工藝並未受到商業化，原因為二十世紀的最後二十年間鎳的過度生產。在1978年估計商業化需要35億美元的投資亦是未商業化的另一原因。住友金屬礦產（Sumitomo Metal Mining）仍然在此領域維持一個小型組織。

### 中華民國
中華民國國家科學委員會海洋研究船九連號,曾於1973年在4500公尺深海底成功採集錳結核。

## 法案的發展

### 聯合國海洋法公約的通過
因為多金屬結核的肯定回報是引起發展中國家提出不受到國家法例影響的深海海床應該成為"人類共同遺產"的主要原因。此建議漸漸推展至曾經開發多金屬結核的國家及其他國際社區。以上的第一步引致1982年的聯合國海洋法公約的通過，與及1994年成立的國際海底管理局，管理局目的為控制所有在國際區域的深海採礦。以上組織的第一個成就為2000年管制有關勘探及開採多金屬結核的立法，特別預備作保護海洋環境。當局在2001年-2002年作出跟進，與7間私人及公共團體簽署了十五年的合約，給她們獨有的權力去探索特定的大片海床，每片大小為75000平方公里。擔當早期開採主要角色的美國公司仍然不在聯合國海洋法公約的成員之列。

### 成本的上漲
一個名為肯尼寇銅礦（Kennecott Copper）的公司曾經對錳結核開採進行潛在利益的探究，但發現並不值得付出成本。除了環境因素而引致利益的攤分外，從海底拿出錳結核的成本亦非常昂貴。

### 熱情的冷卻
同時間，對錳結核開採的興趣漸漸冷卻起來。主要因為三個原因：發展及運作能夠有經濟效益地由5至6公里深的地方拿取錳結核及運送上水面的技術困難及所需要的經費；國際組織對採礦收取的高稅率；源源不絕有由陸地供應可使用的主要金屬來源，並以一個市場價格來提供。未來二十年多金屬結核的商業開探被認為是可能性不大。

## 延伸閲讀
- Cronan, D. S. (1980). Underwater Minerals. London: Academic Press.
- Cronan, D. S. (2000). Handbook of Marine Mineral Deposits. Boca Raton: CRC Press.

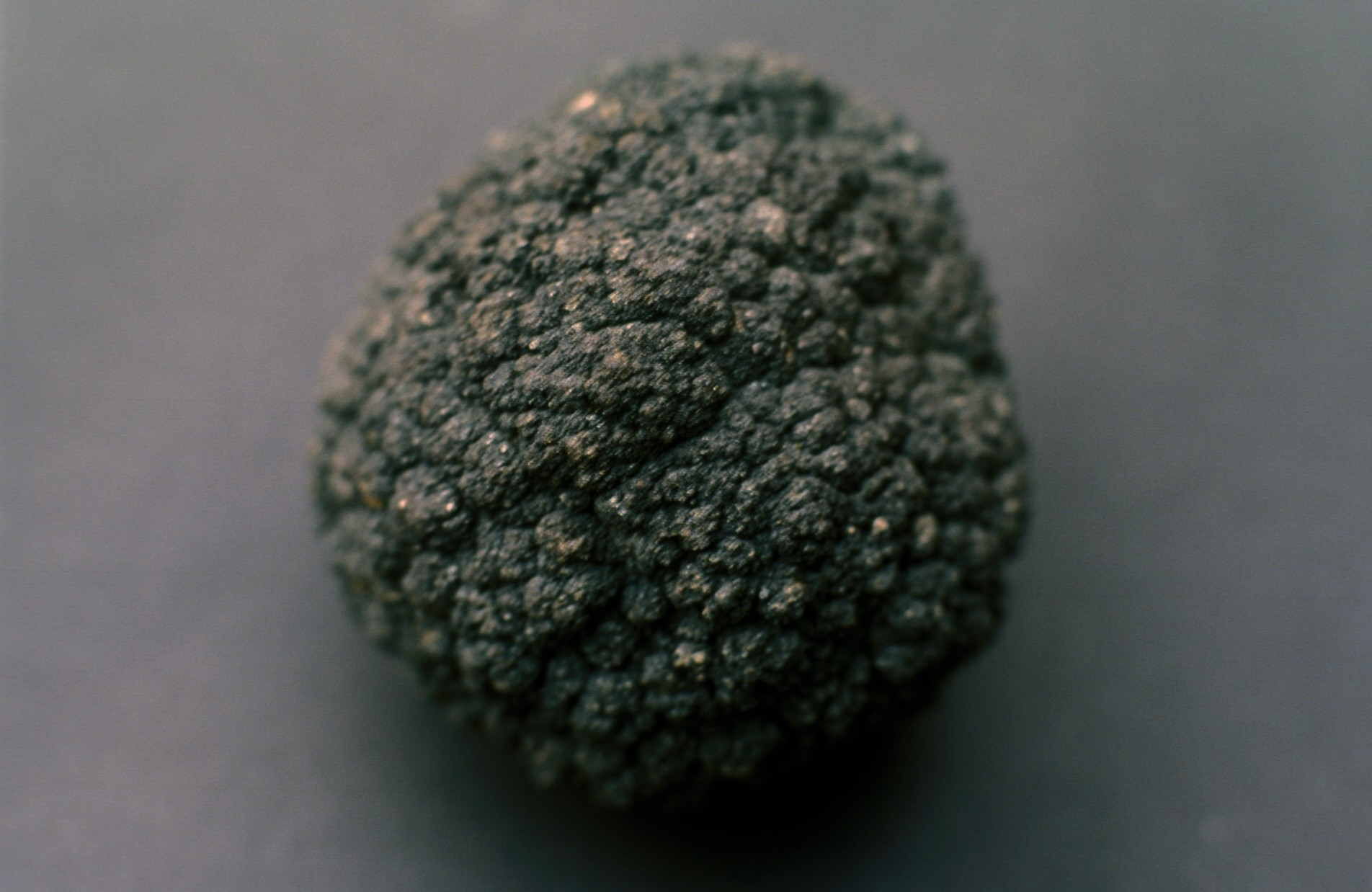
錳結核

- Cronan, D. S. (2001). "Manganese nodules." p. 1526-1533 in Encyclopedia of Ocean Sciences, J. Steele, K. Turekian and S. Thorpe, eds. San Diego: Academic Press.
- Earney, F.C. (1990). Marine Mineral Resources. London: Routledge.
- Roy, S. (1981). Manganese Deposits. London: Academic Press.
- Teleki, P.G., M.R. Dobson, J.R. Moore and U. von Stackelberg (eds). (1987). Marine Minerals: Advances in Research and Resource Assessment. Dordrecht: D. Riedel.

## 外部連結
- The International Seabed Authority （页面存档备份，存于）